# Pál Katalin
Pál Katalin, Ribáry Zoltánné (Vác, 1947. július 28. –) magyar evezős. Az 1976-os montreali olimpián női kormányos nélküli kettesben Kéri-Novák Judittal 11., az 1980-as moszkvai olimpián női kormányos négypárevezősben 7. helyezést ért el.

## Egyéb eredményei
- 1979-es evezős-vb – Blejsko jezero/Bled, Szlovénia: kormányos női négyes 5. hely	03:11.00
- 1975-ös evezős-vb – Holme Pierrepoint/Nottingham, Egyesült Királyság: kormányos női nyolcas	1. hely	03:17.44

## Fordítás
Ez a szócikk részben vagy egészben  a   Katalin Pál-Ribáry című angol Wikipédia-szócikk ezen változatának fordításán alapul.  Az eredeti cikk szerkesztőit annak laptörténete sorolja fel. Ez a jelzés csupán a megfogalmazás eredetét és a szerzői jogokat jelzi, nem szolgál a cikkben szereplő információk forrásmegjelöléseként.